# Copromyza alpicola
Copromyza alpicola är en tvåvingeart som beskrevs av Troger och Rohacek 1980. Copromyza alpicola ingår i släktet Copromyza och familjen hoppflugor.
Artens utbredningsområde är Österrike. Inga underarter finns listade i Catalogue of Life.